# トラム (ストラスブール)

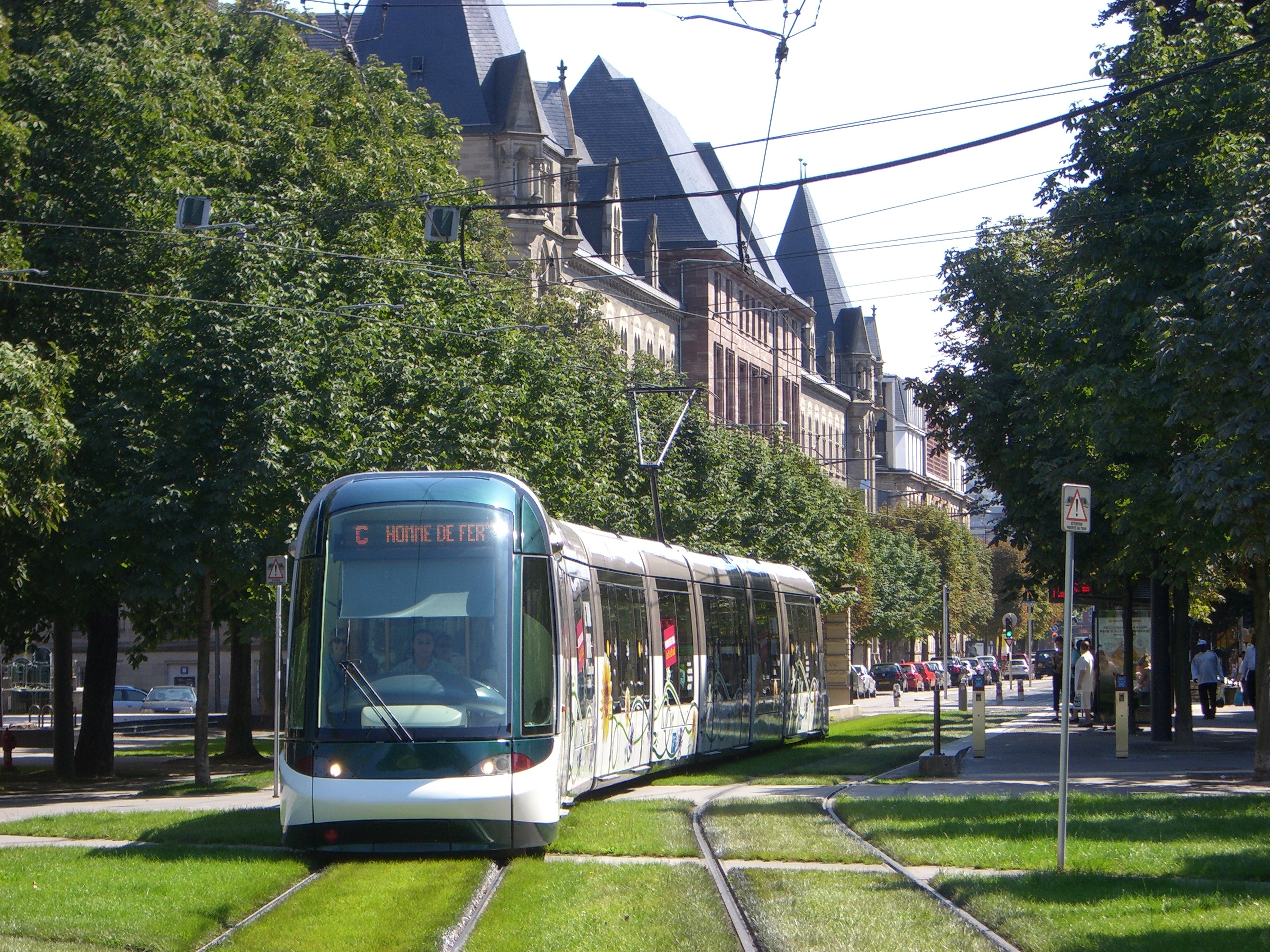
ストラスブールのトラム(後期増備車の"シタディス")

フランス、ストラスブールで運行されているトラム網はCTS(Compagnie des transports strasbourgeois,ストラスブール輸送会社)によって運営されている。路線網はA・B・C・D・E・Fの6系統で構成され、AとD系統は1994年に開業した。B・C系統は2000年に、E系統は2007年に、F系統は2010年にそれぞれ開業している。
車両はアセア・ブラウン・ボベリ（その後ボンバルディア・トランスポーテーション）の「ユーロトラム」の５車体連接車と７車体連接車が開業時に用意された。その後の増備車は、アルストム社製の７車体連接車“シタディス”が初期開業区間の利用者が多い区間に重点的に投入され、「ユーロトラム」は他線区の運用に転じている。最初に導入されたユーロトラムは車体のオーバーハングが最小限になるように設計され、付帯施設もその車両に合わせた建築限界に従って設計されている為、その後の増備車であるアルストム製のシタディスは台車の位置を改める等の改良を施して新たに設計をし直しているストラスブールのみの特別仕様となっている。
- ストラスブール#市内交通も参照

## 沿革

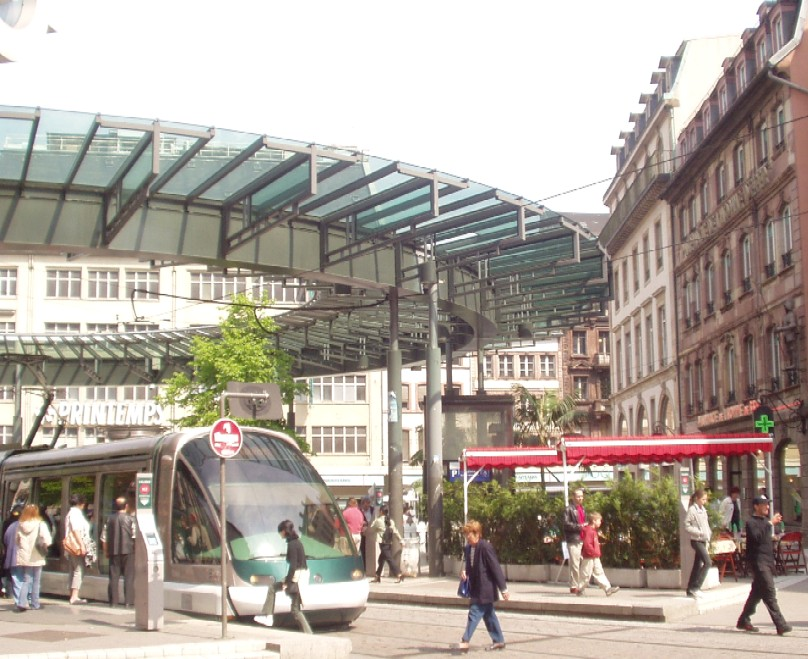
オム・ド・フェール

最初のストラスブールでのトラムは1878年に開業した馬車軌道にさかのぼる。1930年には234kmの路線網を形成し、ストラスブールからマッシフ・デ・ヴォージュ(Massif des Vosges)やコルマール、ライン川を越えドイツ方面まで伸びていた。1930年には年間5,500万人、1943年には7,150万人の旅客数があった。
しかしながら第二次世界大戦によってすでに弱められ、1950年代に入ると路線バスや自転車、自家用車などの競争に押されていた。1960年には、トラムを廃止してバス路線網に置き換えることになった。ストラスブールでは1960年5月1日をもって廃止されてしまった。その後、多くの自家用車が利用されることになる。
増え続ける自動車交通と公害のため、1985年には一旦新交通システムのVALの導入が検討されたが、費用対効果に市民運動による疑問の声が出て1989年にVALか路面電車かを争点とする市長選挙が行われ、社会党のカトリーヌ・トロットマンが当選、1990年代に新しいトラム網を構築することを決定した。都市改造計画は1992年に、都心部を迂回する環状道路の完成を契機として進められ、都心を南北に貫く縦貫道路を遮断し、大幅な交通体系の刷新を行った他、都心部をトランジットモールなど歩行者専用に戻すことも目指された。都心部などの主要道路での自動車交通は排除され、駐車施設なども郊外のパークアンドライド方式に改められた。1994年には最初の路線であるA系統が開業している。
近年では、環境を重視した都市計画のモデルケースのひとつとして、世界各国から注目を浴び、視察も数多く訪れている。

### ストラスブール・ブリュシュ・ピエモン＝デ＝ボージュ・トラムトレイン構想
ストラスブール中心市街地から、ブリュシュ渓谷、ボージュ山脈をつなぎ、ストラスブール＝エンツハイム空港へも乗り入れるトラムトレイン構想があったが、2017年に正式に廃案となった。
トラム区間を1.5km（3電停）だけ新設し、ストラスブール駅構内から連絡線を敷き、オム・デ・フェールやロベルソー・ベックランに乗り入れ、終着はE系統のエスプラナードと新しく出来るヴォーバンが予定されていた。2010年から2011年にはフランス国鉄と直通運転を行う予定でグレスヴィレールやバール、モルセム市へ乗り入れ、途中、ストラスブール空港にも乗り入れ予定であった。曲線区間が多いストラスブールに乗り入れるため車両は新たに開発された複電圧車のトラムトレインが導入される見込みだった。

## 路線系統

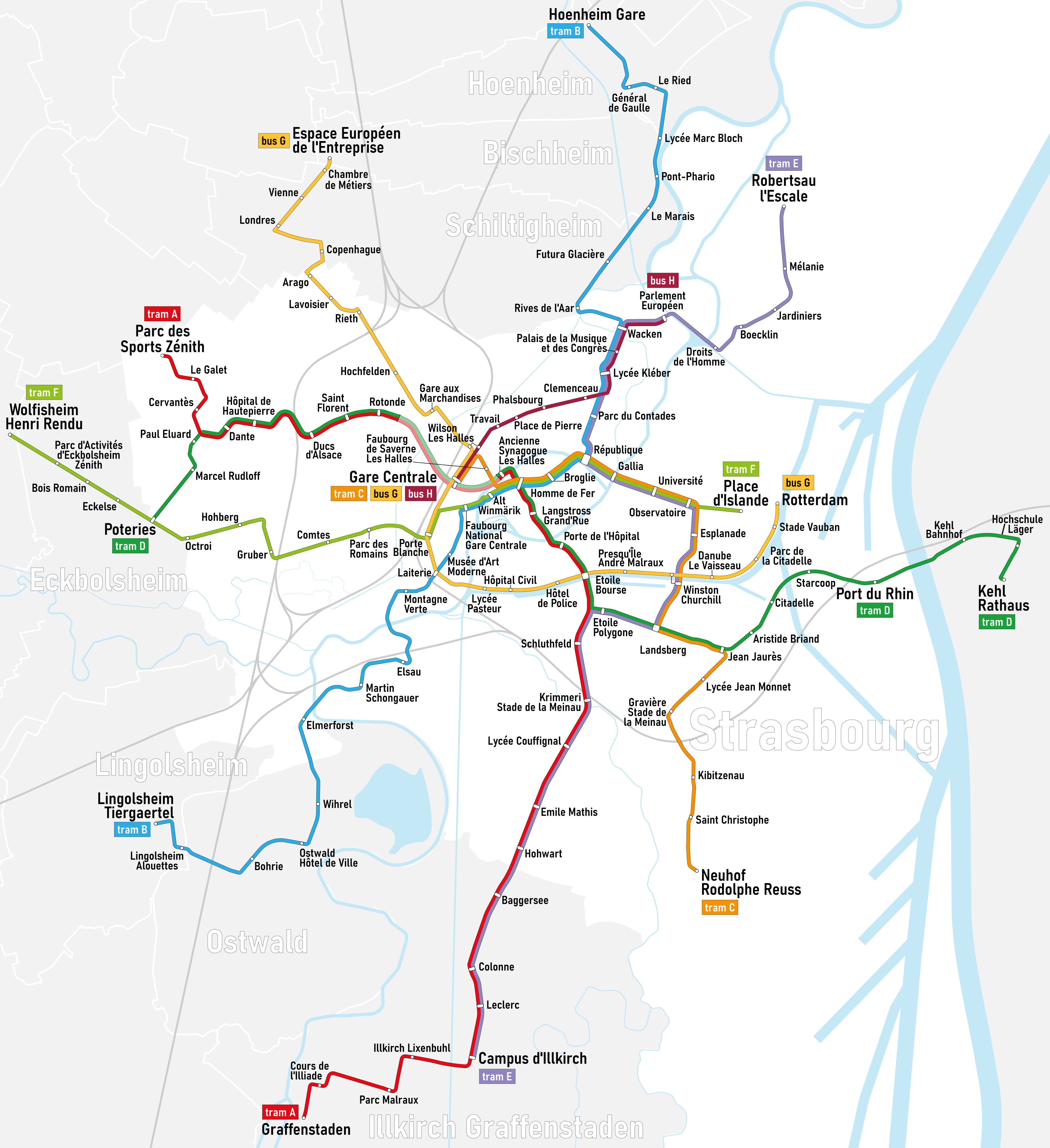
路線図

2018年11月現在、6系統で営業運転を行っている。トラムの各系統が集中するハブとなっているオム・ド・フェール電停はストラスブール中心部のクレベール広場（別名：鉄の男広場）に近い。A、B系統は特に利用者が多く、現在は前述の通り、開業当初の車両は他の路線に転出し、7車体連接車のシタディスが主に運用に就いている。
- Line A: (14.65 km)
- Line B: (14.8 km)
- Line C: (8.1 km)
- Line D: (12.6 km)
- Line E: (12.25 km)
- Line F: (4.9 km)

### A線
|     | 電停名                         | 接続路線                                                                  | 所在地                           | 備考 |
| --- | ------------------------------ | ------------------------------------------------------------------------- | -------------------------------- | ---- |
| A線 | パルク・デ・スポール           |                                                                           | ストラスブール                   |      |
| A線 | ル・ガレ                       |                                                                           | ストラスブール                   |      |
| A線 | セルバンテス                   |                                                                           | ストラスブール                   |      |
| A線 | ダント                         | トラムD線                                                                 | ストラスブール                   |      |
| A線 | オートピエール病院             | トラムD線                                                                 | ストラスブール                   |      |
| A線 | デュック・ダルザス             | トラムD線                                                                 | ストラスブール                   |      |
| A線 | サン＝フローラン               | トラムD線                                                                 | ストラスブール                   |      |
| A線 | ロトンド                       | トラムD線                                                                 | ストラスブール                   |      |
| A線 | 中央駅                         | フランス国鉄トラムC線、D線 バスG系統、H系統                               | ストラスブール                   |      |
| A線 | 旧シナゴーグ・レアール         | トラムD線                                                                 | ストラスブール                   |      |
| A線 | オム・ド・フェール             | トラムB線、C線、D線、F線                                                  | ストラスブール                   |      |
| A線 | ラングストロース・グラン・リュ | トラムD線                                                                 | ストラスブール                   |      |
| A線 | ポルト・ド・ロピタル           | トラムD線                                                                 | ストラスブール                   |      |
| A線 | エトワール・ブルス             | トラムD線                                                                 | ストラスブール                   |      |
| A線 | シュルートフェルト             | トラムE線                                                                 | ストラスブール                   |      |
| A線 | クリンメリ＝ラ・メノー競技場   | フランス国鉄ストラスブール - ストラスブール・ポール・デュラン線 トラムE線 | ストラスブール                   |      |
| A線 | クーフィニャル高等学校         | トラムE線                                                                 | ストラスブール                   |      |
| A線 | エミール・マティス             | トラムE線                                                                 | ストラスブール                   |      |
| A線 | オーワルト                     | トラムE線                                                                 | ストラスブール                   |      |
| A線 | バゲルゼ                       | トラムE線                                                                 | イルキルシュ＝グラフェンスタデン |      |
| A線 | コローヌ                       | トラムE線                                                                 | イルキルシュ＝グラフェンスタデン |      |
| A線 | ルクレール                     | トラムE線                                                                 | イルキルシュ＝グラフェンスタデン |      |
| A線 | キャンピュス・ディルキルシュ   | トラムE線                                                                 | イルキルシュ＝グラフェンスタデン |      |
| A線 | イルキルシュ・リクサンビュル   |                                                                           | イルキルシュ＝グラフェンスタデン |      |
| A線 | マルロー公園                   |                                                                           | イルキルシュ＝グラフェンスタデン |      |
| A線 | クール・ディリアド             |                                                                           | イルキルシュ＝グラフェンスタデン |      |
| A線 | グラッファンスタデン           |                                                                           | イルキルシュ＝グラフェンスタデン |      |

### B線
|     | 電停名                                          | 接続路線                                      | 所在地                       | 備考 |
| --- | ----------------------------------------------- | --------------------------------------------- | ---------------------------- | ---- |
| B線 | オーナイム駅                                    | フランス国鉄ストラスブール - ローテルブール線 | オーナイム                   |      |
| B線 | ジェネラル・ド・ゴール                          |                                               | オーナイム                   |      |
| B線 | ル・リエド                                      |                                               | オーナイム                   |      |
| B線 | マルク・ブロック高等学校                        |                                               | オーナイム                   |      |
| B線 | ポン・ファリオ                                  |                                               | ビシャイム及びシルティガイム |      |
| B線 | ル・マレ                                        |                                               | ビシャイム及びシルティガイム |      |
| B線 | フューチュラ・グラシェル                        |                                               | シルティガイム               |      |
| B線 | リーブ・ド・ラール                              |                                               | シルティガイム               |      |
| B線 | ヴァッケン                                      | トラムE線 バスH系統                           | ストラスブール               |      |
| B線 | クレベール高等学校                              | トラムE線 バスH系統                           | ストラスブール               |      |
| B線 | コンタッド公園                                  | トラムE線                                     | ストラスブール               |      |
| B線 | レピュブリック                                  | トラムC線、E線、F線                           | ストラスブール               |      |
| B線 | ブログリ広場                                    | トラムC線、F線                                | ストラスブール               |      |
| B線 | オム・ド・フェール                              | トラムA線、C線、D線、F線                      | ストラスブール               |      |
| B線 | アルト・ヴィンマリク (ヴュー・マルシェオヴァン) | トラムF線                                     | ストラスブール               |      |
| B線 | フォブール・ナシオナル                          | トラムF線                                     | ストラスブール               |      |
| B線 | 近代美術館                                      |                                               | ストラスブール               |      |
| B線 | レトリー                                        |                                               | ストラスブール               |      |
| B線 | モンターニュ・ヴェルト                          |                                               | ストラスブール               |      |
| B線 | エルゾー                                        |                                               | ストラスブール               |      |
| B線 | マルタン・ションゴウール                        |                                               | ストラスブール               |      |
| B線 | エルメルフォルスト                              |                                               | ストラスブール               |      |
| B線 | ウィレル                                        |                                               | オストバルト                 |      |
| B線 | オストバルト市役所                              |                                               | オストバルト                 |      |
| B線 | ボリー                                          |                                               | オストバルト                 |      |
| B線 | リンゴルサイム・アルエット                      |                                               | リンゴルサイム               |      |
| B線 | リンゴルサイム・ティアガルテル                  |                                               | リンゴルサイム               |      |

### C線
|     | 電停名                   | 接続路線                                    | 所在地         | 備考 |
| --- | ------------------------ | ------------------------------------------- | -------------- | ---- |
| C線 | 中央駅                   | フランス国鉄トラムA線、D線 バスG系統、H系統 | ストラスブール |      |
| C線 | フォーブル・ド・サベルヌ |                                             | ストラスブール |      |
| C線 | オム・ド・フェール       | トラムA線、B線、D線、F線                    | ストラスブール |      |
| C線 | ブログリ広場             | トラムC線、F線                              | ストラスブール |      |
| C線 | レピュブリック           | トラムC線、E線、F線                         | ストラスブール |      |
| C線 | ガリア                   | トラムE線、F線                              | ストラスブール |      |
| C線 | ユニヴェルシテ (大学)    | トラムE線、F線                              | ストラスブール |      |
| C線 | オプセルバトワール       | トラムE線、F線                              | ストラスブール |      |
| C線 | エスプラナード           | トラムE線                                   | ストラスブール |      |
| C線 | ウィンストン・チャーチル | トラムE線                                   | ストラスブール |      |
| C線 | ランズベール             | トラムD線                                   | ストラスブール |      |
| C線 | ジャン・ジョレス         | トラムD線                                   | ストラスブール |      |
| C線 | ジャン・モネ高等学校     |                                             | ストラスブール |      |
| C線 | グラヴィエール           |                                             | ストラスブール |      |
| C線 | キビツノー               |                                             | ストラスブール |      |
| C線 | サン＝クリストフ         |                                             | ストラスブール |      |
| C線 | ヌオフ・ロドルフ・ルス   |                                             | ストラスブール |      |

### D線
|     | 電停名                         | 接続路線                                    | 所在地         | 備考 |
| --- | ------------------------------ | ------------------------------------------- | -------------- | ---- |
| D線 | ポトリ                         |                                             | ストラスブール |      |
| D線 | マルセル・リュドロフ           |                                             | ストラスブール |      |
| D線 | ポール・エリュアール           |                                             | ストラスブール |      |
| D線 | ダント                         | トラムA線                                   | ストラスブール |      |
| D線 | オートピエール病院             | トラムA線                                   | ストラスブール |      |
| D線 | デュック・ダルザス             | トラムA線                                   | ストラスブール |      |
| D線 | サン＝フローラン               | トラムA線                                   | ストラスブール |      |
| D線 | ロトンド                       | トラムA線                                   | ストラスブール |      |
| D線 | 中央駅                         | フランス国鉄トラムA線、C線 バスG系統、H系統 | ストラスブール |      |
| D線 | 旧シナゴーグ・レアール         | トラムA線                                   | ストラスブール |      |
| D線 | オム・ド・フェール             | トラムA線、B線、C線、F線                    | ストラスブール |      |
| D線 | ラングストロース・グラン・リュ | トラムA線                                   | ストラスブール |      |
| D線 | ポルト・ド・ロピタル           | トラムA線                                   | ストラスブール |      |
| D線 | エトワール・ブルス             | トラムA線                                   | ストラスブール |      |
| D線 | エトワール・ポリゴンヌ         | トラムE線                                   | ストラスブール |      |
| D線 | ランズベール                   | トラムC線、E線                              | ストラスブール |      |
| D線 | ジャン・ジョレス               | トラムC線                                   | ストラスブール |      |
| D線 | アリスティッド・ブリアン       |                                             | ストラスブール |      |
| D線 | シタデル                       |                                             | ストラスブール |      |
| D線 | ライン港                       |                                             | ストラスブール |      |
| D線 | ケール駅                       | ドイツ鉄道                                  | ドイツ・ケール |      |
| D線 | ホーフシューレ＝レーガー       |                                             | ドイツ・ケール |      |
| D線 | ケール市役所                   |                                             | ドイツ・ケール |      |

### E線
|     | 電停名                       | 接続路線                                                                  | 所在地                           | 備考 |
| --- | ---------------------------- | ------------------------------------------------------------------------- | -------------------------------- | ---- |
| E線 | ロベルソー・レスカル         |                                                                           | ストラスブール                   |      |
| E線 | メラニー                     |                                                                           | ストラスブール                   |      |
| E線 | ジャルディニエ               |                                                                           | ストラスブール                   |      |
| E線 | ベックラン                   |                                                                           | ストラスブール                   |      |
| E線 | ドロワ・ド・ロム             |                                                                           | ストラスブール                   |      |
| E線 | 欧州議会議事堂               | バスH系統                                                                 | ストラスブール                   |      |
| E線 | ヴァッケン                   | トラムB線 バスH系統                                                       | ストラスブール                   |      |
| E線 | クレベール高等学校           | トラムB線 バスH系統                                                       | ストラスブール                   |      |
| E線 | コンタッド公園               | トラムB線                                                                 | ストラスブール                   |      |
| E線 | レピュブリック               | トラムB線、C線、F線                                                       | ストラスブール                   |      |
| E線 | ガリア                       | トラムC線、F線                                                            | ストラスブール                   |      |
| E線 | ユニヴェルシテ (大学)        | トラムC線、F線                                                            | ストラスブール                   |      |
| E線 | オプセルバトワール           | トラムC線、F線                                                            | ストラスブール                   |      |
| E線 | エスプラナード               | トラムC線                                                                 | ストラスブール                   |      |
| E線 | ウィンストン・チャーチル     | トラムC線                                                                 | ストラスブール                   |      |
| E線 | ランズベール                 | トラムC線、D線                                                            | ストラスブール                   |      |
| E線 | エトワール・ポリゴンヌ       | トラムD線                                                                 | ストラスブール                   |      |
| E線 | シュルートフェルト           | トラムA線                                                                 | ストラスブール                   |      |
| E線 | クリンメリ＝ラ・メノー競技場 | フランス国鉄ストラスブール - ストラスブール・ポール・デュラン線 トラムA線 | ストラスブール                   |      |
| E線 | クーフィニャル高等学校       | トラムA線                                                                 | ストラスブール                   |      |
| E線 | エミール・マティス           | トラムA線                                                                 | ストラスブール                   |      |
| E線 | オーワルト                   | トラムA線                                                                 | ストラスブール                   |      |
| E線 | バゲルゼ                     | トラムA線                                                                 | イルキルシュ＝グラフェンスタデン |      |
| E線 | コローヌ                     | トラムA線                                                                 | イルキルシュ＝グラフェンスタデン |      |
| E線 | ルクレール                   | トラムA線                                                                 | イルキルシュ＝グラフェンスタデン |      |
| E線 | キャンピュス・ディルキルシュ | トラムA線                                                                 | イルキルシュ＝グラフェンスタデン |      |

### F線
|     | 電停名                                          | 接続路線                 | 所在地         | 備考 |
| --- | ----------------------------------------------- | ------------------------ | -------------- | ---- |
| F線 | コント                                          |                          | ストラスブール |      |
| F線 | ロマン公園                                      |                          | ストラスブール |      |
| F線 | ポルト・ブランシュ                              |                          | ストラスブール |      |
| F線 | フォブール・ナシオナル                          | トラムB線                | ストラスブール |      |
| F線 | アルト・ヴィンマリク (ヴュー・マルシェオヴァン) | トラムB線                | ストラスブール |      |
| F線 | オム・ド・フェール                              | トラムA線、B線、C線、D線 | ストラスブール |      |
| F線 | ブログリ広場                                    | トラムB線、C線           | ストラスブール |      |
| F線 | レピュブリック                                  | トラムB線、C線、F線      | ストラスブール |      |
| F線 | ガリア                                          | トラムC線、F線           | ストラスブール |      |
| F線 | ユニヴェルシテ (大学)                           | トラムC線、F線           | ストラスブール |      |
| F線 | オプセルバトワール                              | トラムC線、F線           | ストラスブール |      |
| F線 | アイスランド広場                                |                          | ストラスブール |      |

## 路線延長
- C系統：ヌオフ・シュトックフェルド方面への2.4kmの延伸が計画中。